# Sólyom Janka
Sólyom Janka (Budapest, 1902. január 14. – Budapest, 1972. március 15.)  magyar színésznő, megzenésített költemények előadója, sanzonénekes.

## Életpályája
Schlom Dezső és Zuckermann Fanni leánya. Nevét már 1919-ben megtaláljuk énekesnőként a szegedi színház névlistáján. Pályáját hivatalosan színésznőként kezdte a debreceni Csokonai Színházban 1921-ben. Ebben az időben nagy elismertsége volt az igényes dalok előadásának, Sólyom Janka Medgyaszay Vilmát választotta példaképül. Kabarékban lépett fel, kezdetben az Apolló Színházban, többnyire a Buday Dénes által megzenésített költeményekkel. Fellépett filmszínházak kulturális műsorain, ezek közül a Corvinról tudunk (A legszebb éjszaka, Utazás Délolaszországban). 1925-ben az akkor irodalmi kávéházként működő New York kávéházban is fellépett. A sanzon műfajának jellegzetessége az élő előadás, a művész alkotó jelenléte, ezért előadásairól nagyon kevés hangfelvétel készült, filmfelvételről pedig egyáltalán nem tudunk.
1950-ben férjhez ment, asszonyneveként széki gróf Teleki Józsefné formában szerepelt. Ebben az időszakban (1955-1966) a Vidám Színpad színésze volt.
Sírja a Farkasréti temetőben található.

## Kapcsolata József Attilával
"... azt kívánom,

hogy se múlton

se díványon elmerengve

ne időzz,

ez a nyitja

mindeneknek,

ezt tanítja

míg remegnek

szempillái

a dizőz,

kit te ismersz,

bár nem is mersz

lenni, mint ő,

oly szabad ..."

Az oktató mama oktatása,
nővéréhez írt levelében
Sólyom Janka a Bristol bárban rendezett irodalmi esteken lépett fel a harmincas években, főként a Buday Dénes által megzenésített költeményeket adta elő. Ezeknek a műsoroknak a jellegzetessége, hogy egy pisszenést sem lehetett hallani, sem a közönség, sem a pincérek részéről.
József Attilával Balatonszárszón ismerkedett meg, ott nyaralt József Etelka. Sólyom Janka Siófokon nyaralt és meglátogatta őket. Az ismeretséget többszöri levélváltás követte. József Attila számára izgalmassá vált, hogy költeményeit megzenésítve hallhassa. Így történt, hogy 1936-ban a művésznő Klotild utcai lakásában megbeszélésre ültek össze Buday Dénessel és József Attilával. József Attila életének végén sok nő közeledett hozzá.
Még 1936 telén és 1937-ben is találkoztak, erről részleteket nem tudunk. Ám az tény, hogy József Attila Mama című versét Sólyom Janka elénekelte. A költő nem ült le a közönség soraiba, a félrehúzott függöny mögül figyelte az előadást.
József Attilát több költeményéhez is inspirálta, ilyen Az oktató mama oktatása és a Balatonszárszó.

## Hangfelvétel
| Nádor Mihály–Robert Burns: John Anderson, szívem John (részlet) |
|                                                                 |